# Heterocerus fossor
Heterocerus fossor är en skalbaggsart som beskrevs av Ernst Hellmuth von Kiesenwetter 1843. Heterocerus fossor ingår i släktet Heterocerus, och familjen strandgrävbaggar. Enligt den svenska rödlistan är arten otillräckligt studerad i Sverige. Arten förekommer i Götaland. Artens livsmiljö är havsstränder, våtmarker.